# Станкевич, Станислав Иванович
Это статья об актёре, о политике см. Станкевич, Станислав (коллаборационист)
Станислав Иванович Станкевич (укр. Станіслав Іванович Станкевич; род. 2 августа 1928, Днепропетровск) — советский и украинский актёр театра и кино, радиоведущий. Народный артист УССР (1970). Лауреат Художественной премии «Киев» имени Амвросия Бучмы (в области театрального искусства).

## Биография
В 1944 году поступает в Днепропетровское театральное училище.
После окончания училища его приглашают в Днепропетровский музыкально-драматический театр имени Т. Г. Шевченко, где дебютной ролью становится Фигаро в «Свадьбе Фигаро».
С 1964 служит в Национальном драматическом театре имени Ивана Франко (Киев).
Снялся более чем в 20 фильмах. Трижды исполнял роль Гитлера.

## Награды
- орден «За заслуги» (Украина) I степени (2013)[2]
- орден «За заслуги» (Украина) II степени (2010)[3]
- орден «За заслуги» (Украина) III степени (2005)[4]

## Фильмография
- 1958 — Кочубей — Главком Сорокин
- 1970 — Семья Коцюбинских — полковник Муравьев
- 1971 — Дерзость — Гитлер
- 1972 — Ночной мотоциклист — майор милиции Помилуйко
- 1974 — В Баку дуют ветры
- 1974 — Блокада — Гитлер
- 1979 — Забудьте слово «смерть» — Захар Полищук
- 1981 — Корпус генерала Шубникова — Гитлер
- 1982 — Если враг не сдаётся — эпизод
- 1983 — Климко — Алексей Алексеевич, учитель
- 1986 — Мама, родная, любимая...
- 1986 — Всё побеждает любовь — полковник Серов
- 1988 — Помилуй и прости
- 1990 — Распад — отец Журавлёва
- 1992 — Ради семейного очага